# Agapetes nutans
Agapetes nutans là một loài thực vật có hoa trong họ Thạch nam. Loài này được Dunn mô tả khoa học đầu tiên năm 1920.